# Ahilleas Grammatikopoulos
Ahilleas Grammatikopoulos (grekiska: Αχιλλέας Γραμματικόπουλος), född  1964, är en grekisk skådespelare.

## Roller (i urval)
- (2001) - Bar
- (2001) - Kato Apo Ta Asteria